# ウィル・ユー・マリー・ミー
- ウィル・ユー・マリー・ミー
- ウィル・ユー・マリィ・ミー

「ウィル・ユー・マリー・ミー」（Will You Marry Me?）は、アメリカの歌手ポーラ・アブドゥルが1991年のアルバム『スペルバウンド』から5枚目、そしてアルバムからの最後のシングルとして発売した楽曲。曲はポーラ、ピーター・ロード、サンドラ・ヴィクター、ジェフリー・スミスによって書かれた。

## 曲の情報
このバラード・ナンバーはポーラがエミリオ・エステベスと結婚するのと同時期に発売された。二人は1992年4月29日にカリフォルニアで結婚したが、2年後の1994年5月に離婚している。
スティーヴィー・ワンダーがハーモニカ演奏で特別参加している。
B面に収録された「グッドナイト、マイ・ラヴ」は1965年に発表された曲のカバーである。この曲は小児エイズ財団への寄付を目的にしたコンピレーション盤『フォー・アワ・チルドレン』のために録音された。
前作「ヴァイヴをちょうだい」のようにBillboard Hot 100ではトップ20（19位）に入ったが、これは同国ではポーラにとって中程度のヒットとなるものだった。この曲はカナダで大きなヒットとなり、シングルチャートで6位を記録した。
2020年6月には新型コロナウィルスのパンデミックの最中に結婚したカップルをこの曲に合わせて取り上げたビデオを公式YouTubeチャンネルで公開した。

## トラックリスト
米国向けカセット
1. "Will You Marry Me?" (album version) (Peter Lord; Sandra St. Victor; V. Jeffrey Smith, Paula Abdul)
2. "Good Night, My Love (Pleasant Dreams)" (George Motola; (John Marascalco)

英国向けカセット
1. "Will You Marry Me?" (edit)
2. "The Promise of a New Day" (East Coast remix) (Peter Lord; V. Jeffrey Smith)
3. "Good Night, My Love (Pleasant Dreams)" (George Motola; John Marascalco)
4. "Will You Marry Me?" (album version) (Peter Lord; Sandra St. Victor; V. Jeffrey Smith, Paula Abdul)

## チャート
| チャート (1992)                                        | 最高 順位 |
| ------------------------------------------------------ | --------- |
| オーストラリア (ARIAチャート)                          | 54        |
| カナダ トップシングルス (RPM)                          | 6         |
| カナダ / コンテンポラリー・ヒット・ラジオ (The Record) | 4         |
| ドイツ (GfK Entertainment charts)                      | 74        |
| UK シングルス (OCC)                                    | 73        |
| US Billboard Hot 100                                   | 19        |
| US Adult Contemporary (Billboard)                      | 17        |

## 発売履歴
| 地域 | 発売日        | 形態                                             | レーベル             | 出典       |
| ---- | ------------- | ------------------------------------------------ | -------------------- | ---------- |
| 米国 | 1992年3月19日 | 7インチ・レコード カセット                       | ヴァージン・レコード | [ 要出典 ] |
| 英国 | 1992年7月27日 | 7インチ・レコード 12インチ・レコード CD カセット | ヴァージン・レコード | [ 13 ]     |